# Empoasca tergata
Empoasca tergata är en insektsart som först beskrevs av Mcatee 1926.  Empoasca tergata ingår i släktet Empoasca och familjen dvärgstritar. Inga underarter finns listade i Catalogue of Life.